# Унитарио
Унитарио (Unitario) — международный искусственный язык, разработанный в Германии Рольфом Римом. Свои работы Рим опубликовал под псевдонимом Марио Плейер, который образован скорее всего от имени другого интерлингвиста — Марио Пеи. Публикация была сделана в 1989 году, а датой изобретения языка считают 1987 год.
Язык унитарио является плановым языком и относится к группе эсперантоидов. Унитарио имеет две разновидности: «минимальный язык» — Унитарио 2001 (опубликован в 1989 году) и полную версию — Унитарио 2002 (пока не планируется к публикации). В 1994 году была издана книга «Краткая грамматика Унитарио 2001 по сравнению с интерлингвой и эсперанто».
Предположительно Рольф Рим остался единственным человеком, который владел своим лингвопроектом. В 1991 году он стал заниматься интерлингвой (это заметно и по его работам в области своего проекта), а позже и вовсе исчез из интерлингвистики.

## Пример текстов на языке унитарио
1. Отче наш
Patro nostra, kveja tuo in hewine estas,

tuja nomino esti sanctificate;

tuja imperio weni;

tuja wolunto ockurius,

como in la hewine tanto sur la terra;

nostra pano kvotidiane al nos-mismos doni hodie;

cay pardoni nos nostros debitoyn,

como tambien numos nostros debitoroyn pardonamas;

nenio nos condutsi in temptatsion,

sed liberi nos delle pecato,

2. La flamo della cutsino estas caliente; la akva in la caserola tambjen estas caliente (la fajro de la fajrujo estas varma, la akvo en la kaserolo ankaŭ estas varma).